# 2-بنتاين
2-بنتاين مركب عضوي، من الآلكاين. صيغته الجزيئية C₅H₈، وهو مصاوغ لمركب 1-بنتاين.